# Rally de Quebec
El Rally de Quebec, oficialmente Criterium Molson du Quebec, fue una prueba de rally que se celebró en Canadá y que fue puntuable para el Campeonato Mundial de Rally entre 1977 y 1979.

## Ganadores
| Año  | Edición                        | Piloto          | Copiloto              | Vehículo           | Series |
| ---- | ------------------------------ | --------------- | --------------------- | ------------------ | ------ |
| 1977 | 4th Criterium Molson du Quebec | Timo Salonen    | Jaakko Markkula       | Fiat 131 Abarth    | WRC    |
| 1978 | 5th Criterium Molson du Quebec | Walter Röhrl    | Christian Geistdörfer | Fiat 131 Abarth    | WRC    |
| 1979 | 6th Criterium Molson du Quebec | Björn Waldegård | Hans Thorszelius      | Ford Escort RS1800 | WRC    |